# Trebisonda Vallaová
Trebisonda Valla, známá také jako Ondina Valla (20. května 1916 Bologna – 16. října 2006 L'Aquila), byla italská atletka, olympijská vítězka v běhu na 80 metrů překážek z roku 1936.

## Sportovní kariéra
Ve svých 20 letech startovala na olympiádě v Berlíně v roce 1936. Zvítězila zde v běhu na 80 metrů překážek (v semifinále vytvořila nový olympijský a vyrovnala světový rekord časem 11,6), byla také členkou italské štafety na 4 x 100 metrů, která skončila čtvrtá. Po olympiádě musela ze zdravotních důvodů omezit závodění, v aktivní kariéře ale pokračovala až do čtyřicátých let. Byla mnohonásobnou rekordmankou Itálie v různých discipinách (80 metrů překážek, skok daleký, skok vysoký, běh na 100 metrů, štafeta 4 x 100 metrů). Mistryní Itálie byla celkem v sedmi disciplínách.